# エスカラー (潜水艦)
エスカラー (USS Escolar, SS-294) は、アメリカ海軍の潜水艦。バラオ級潜水艦の一隻。艦名はアブラソコムツに因む。

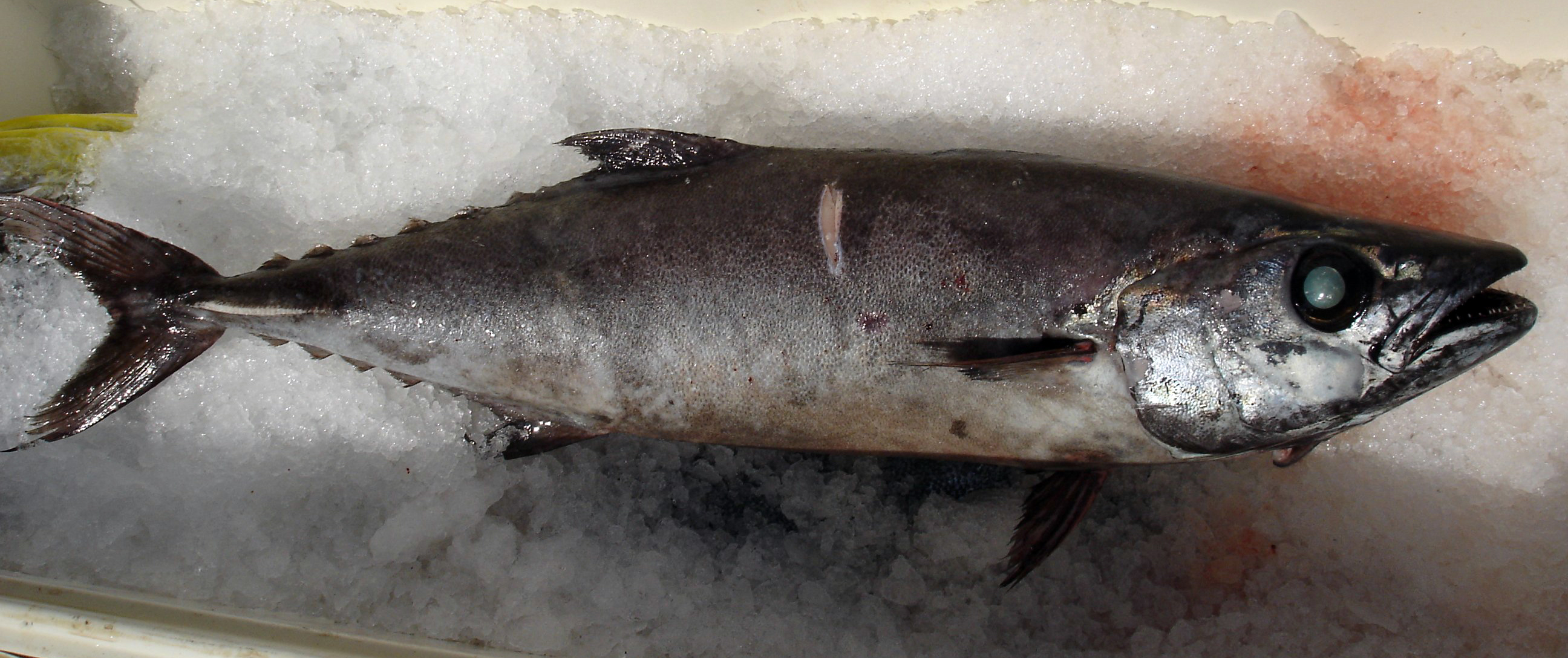
アブラソコムツ（Escolar）

## 艦歴
エスカラーは1942年6月10日にペンシルベニア州フィラデルフィアのクランプ造船所で起工する。1943年4月18日にJ・ビリソリー・ハッギンス夫人によって進水し、ボストン海軍工廠に移動、その後就役直前にポーツマス海軍造船所へ移され、艦長ウィリアム・J・ミリカン少佐（アナポリス1928年組）の指揮下1944年6月2日に就役する。その後エスカラーは真珠湾に回航され、最終の戦闘訓練を行った。

### 哨戒と喪失
9月18日、エスカラーは最初の哨戒で東シナ海方面に向かった。ミッドウェー島で燃料を補給した後、潜水艦クローカー (USS Croaker, SS-246) 、パーチ (USS Perch, SS-313) と合流してウルフパックを構成。ウルフパックは東シナ海と黄海を哨戒した。3隻の艦長のうち最先任であったミリカンがこのウルフパックを指揮し、部隊は「 Millican's Marauders （ミリカンの略奪者）」と呼ばれた。9月30日、エスカラーを含めたウルフパックは小笠原諸島の北部に位置したが、聴音部はエスカラーから次のような部分的な通信を受け取った。 
THIS FROM ESCOLAR X ATTACKED WITH DECK GUN BOAT SIMILAR TO EX-ITALIAN PETER GEORGE FIVE OTYI
その後エスカラーは、通信および砲艦との接触の中断を強いられた。この時は、それ以上のエスカラーからの通信は受け取られなかった。しかしながら、パーチとクローカーは10月17日までエスカラーと通信を行ったことを記録しており、パーチはエスカラーが自らの哨戒コースにいたときに定時の通信を受信している。それによれば、エスカラーは「朝鮮半島南西方の黄海にあって東進中」とのことであった。その後、エスカラーの消息は不明となった。もしエスカラーが任務を予定通りに完了していた場合、11月13日頃にはミッドウェー島に到着していたはずであった。エスカラーと通信しようという試みは全て失敗し、エスカラーは1944年11月27日に喪失したものと報告された。
日本側のこの時期の対潜水艦戦闘記録でも、エスカラーの喪失の原因となる手掛かりは得られなかった。また、当時の黄海には多くの機雷が敷設されていたが、パーチに報告されたエスカラーのコースでは、既知の機雷敷設海域を通過してはいなかった。1945年4月以前の機雷敷設海域の位置は、アメリカ側には正確には知られていない。日本側の記録では、1943年7月から9月にかけて朝鮮半島南西の小黒山島を中心に北緯33度21分 東経122度35分 / 北緯33.350度 東経122.583度の推定地点に向けて深度13メートルと23メートルに敷設されたものと、1944年11月下旬に補強のために珍島南方海域に向けて敷設したものが黄海における対潜機雷礁であった。しかし、この対潜機雷礁の敷設密度は濃くなく、また流失などで浮遊機雷と化したものもあって、有効に機能していたかどうかは不明である。現に、エスカラーらが向かう前の7月に、潜水艦タング (USS Tang, SS-306) がこの対潜機雷礁の存在をあざ笑うが如く、黄海で4隻撃沈という戦果を挙げているからである。珍島南方海域の機雷も、敷設時期が11月下旬ということからして関わりはない。いずれにせよ、エスカラーの喪失は機雷に接触したことによるものではないかというのが最も適当な説とされるが、上記のように対潜機雷礁の効果に疑問符がついているだけに、タングより前の1月にこの海域で行動して、やはり触雷で喪失したと考えられる潜水艦スコーピオン (USS Scorpion, SS-278) ともども、何とも不運な潜水艦だったと言える。